# David Albelda
David Albelda Aliqués (* 1. September 1977 in La Pobla Llarga) ist ein ehemaliger spanischer Fußballspieler. Albelda spielt vorwiegend im defensiven Mittelfeld und stand von 1996 bis 2013 beim FC Valencia unter Vertrag.

## Karriere

### Vereine
Sein Debüt beim FC Valencia gab er am 15. März 1998. 2000 und 2001 trug er wesentlich zum Erreichen der beiden Champions-League-Finals bei. Nach dem Gaizka Mendieta den Verein vor der Saison 2001/02 verließ, wurde Albelda neuer Kapitän Valencias. Mit seinem Verein gewann er 2002 und 2004 die spanische Meisterschaft. Im Jahr 2004 gewann er den UEFA-Pokal sowie den europäischen Supercup.
Doch trotz seiner großen sportlichen Erfolge und seiner Rolle als Kapitän wurde Albelda, wie seine Teamkollegen Santiago Cañizares und Miguel Ángel Angulo, vom neuen Trainer des FC Valencia, dem Niederländer Ronald Koeman, aus dem Kader gestrichen, da dieser nicht in sein Spielsystem passe. Ironischerweise hatte Albelda kurz vorher seinen Vertrag bis 2011 verlängert. Weil Albelda in dieser Saison schon mehr als vier Spiele für Valencia bestritt, war es ihm nicht möglich, zu einem anderen spanischen Klub zu wechseln. Albelda zog daraufhin mit einer am Ende erfolglosen Klage vor das Gericht, die Valencia dazu zwingen sollte, Albeldas Vertrag aufzulösen und ihn mit seiner festgeschriebenen Ablösesumme von 60 Millionen Euro zu entschädigen.
Da Koeman mit seinem System in Valencia scheiterte, wurde Albelda jedoch Ende April 2008 vom neuen Trainer Voro wieder in den Kader berufen. Unter dem neuen Trainer Unai Emery gehörte er in den Saisons 2008/09 und 2009/10 wieder die meiste Zeit zum Stammpersonal.

### Nationalmannschaft
David Albelda spielt seit seinem Einstand beim 2:0-Auswärtssieg gegen Liechtenstein am 5. September 2001 für die spanische Fußballnationalmannschaft. Mit Spanien nahm er an drei großen Turnien, der WM 2002, der EM 2004 und der WM 2006, teil. Bei der EM 2008 wurde er von Luis Aragonés nicht berücksichtigt. Außerdem gewann er 2000 mit der spanischen Fußballnationalmannschaft bei den Olympischen Spielen in Sydney eine Silbermedaille.

## Erfolge
- Spanischer Meister: 2002, 2004
- Spanischer Pokalsieger: 1999, 2008
- Europäischer Superpokalsieger: 2004
- UEFA-Cup-Sieger: 2004
- Silbermedaille bei den Olympischen Spielen in Sydney 2000
- Teilnahme an der WM 2002 in Japan und Südkorea (2 Einsätze)
- Teilnahme an der EM 2004 in Portugal (3 Einsätze)
- Teilnahme an der WM 2006 in Deutschland (2 Einsätze)